# F(ab)2-Fragment

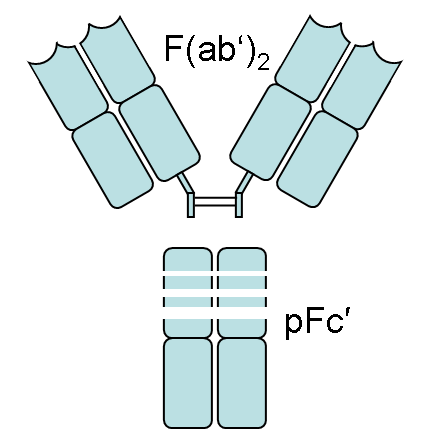
Schematische Darstellung eines F(ab')_{2}- und pFc-Teils, gebildet aus einem Antikörper durch Pepsinverdau.

Als F(ab)2-Fragment, auch F(ab)2-Antikörper, wird das Antigen-bindende Fragment eines Antikörpers bezeichnet, das durch Spaltung mit dem Enzym Pepsin gewonnen werden kann. Das F(ab)2-Fragment ist ein aus zwei Fab-Fragmenten aufgebautes Protein. Die beiden Fab-Fragmente werden durch Disulfidbrücken oder alternativ durch adhäsive Domänen zusammengehalten. Im Gegensatz zu klassischen Antikörpern, wie dem Immunglobulin G, lösen F(ab)2-Fragmente keine zytotoxische Reaktion über eine Aktivierung des Komplementsystems aus, da ihnen weite Teile des Fc-Fragments fehlen. F(ab)2-Fragmente finden als Diagnostika und Therapeutika in der Medizin Anwendung. Darüber hinaus werden sie als wichtige Werkzeuge in der Forschung und Entwicklung eingesetzt.